# Nokere Koerse 2022
La 76.ª edición de la clásica ciclista Nokere Koerse fue una carrera en Bélgica que se celebró el 16 de marzo de 2022 con inicio en la ciudad de Deinze y final en la ciudad de Nokere sobre un recorrido de 189,8 kilómetros.
La carrera formó parte del UCI ProSeries 2022, calendario ciclístico mundial de segunda división, dentro de la categoría UCI 1.Pro y fue ganada por el belga Tim Merlier del Alpecin-Fenix. Completaron el podio, como segundo y tercer clasificado respectivamente, el alemán Max Walscheid del Cofidis y el también belga Arnaud De Lie del Lotto Soudal.

## Equipos participantes
Tomaron parte en la carrera 20 equipos: 10 de categoría UCI WorldTeam invitados por la organización, 8 de categoría UCI ProTeam y 2 de categoría Continental. Formaron así un pelotón de 133 ciclistas de los que acabaron 113. Los equipos participantes fueron:
| WorldTeams (10)- Bora-Hansgrohe - Cofidis - Groupama-FDJ - Intermarché-Wanty-Gobert Matériaux - Israel-Premier Tech - Lotto-Soudal - Quick-Step Alpha Vinyl - Team DSM - Trek-Segafredo - UAE Team Emirates ProTeams (8)- Alpecin-Fenix - Arkéa-Samsic - B&B Hotels-KTM - Bardiani-CSF-Faizanè - Bingoal Pauwels Sauces WB - Human Powered Health - Sport Vlaanderen-Baloise - Uno-X Pro Cycling Team Equipos continentales (2)- Minerva Cycling Team - Tarteletto-Isorex |
| |

## Clasificación final
- La clasificación finalizó de la siguiente forma:[3]

| \| Clasificación general \| Clasificación general \| Clasificación general \| Clasificación general \| Clasificación general \| \| Ciclista \| Ciclista \| Equipo \| Tiempo \| \| \| --------------------- \| --------------------- \| ---------------------- \| --------------------- \| --------------------- \| \| 1.º \| Tim Merlier \| Alpecin-Fenix \| 4 h 20 min 04 s \| \| \| 2.º \| Max Walscheid \| Cofidis \| + 0 s \| \| \| 3.º \| Arnaud De Lie \| Lotto-Soudal \| + 0 s \| \| \| 4.º \| Bert Van Lerberghe \| Quick-Step Alpha Vinyl \| + 0 s \| \| \| 5.º \| Bram Welten \| Groupama-FDJ \| + 0 s \| \| \| 6.º \| Rasmus Tiller \| Uno-X Pro Cycling Team \| + 0 s \| \| \| 7.º \| Hugo Hofstetter \| Arkéa-Samsic \| + 0 s \| \| \| 8.º \| Pierre Barbier \| B&B Hotels-KTM \| + 0 s \| \| \| 9.º \| Pascal Ackermann \| UAE Team Emirates \| + 0 s \| \| \| 10.º \| Jannik Steimle \| Quick-Step Alpha Vinyl \| + 0 s \| \| |                    |                        |                 |
| |                    |                        |                 |
| Fuente: ProCyclingStats |                    |                        |                 |
| Clasificación general |                    |                        |                 |
| Ciclista | Ciclista           | Equipo                 | Tiempo          |
| 1.º | Tim Merlier        | Alpecin-Fenix          | 4 h 20 min 04 s |
| 2.º | Max Walscheid      | Cofidis                | + 0 s           |
| 3.º | Arnaud De Lie      | Lotto-Soudal           | + 0 s           |
| 4.º | Bert Van Lerberghe | Quick-Step Alpha Vinyl | + 0 s           |
| 5.º | Bram Welten        | Groupama-FDJ           | + 0 s           |
| 6.º | Rasmus Tiller      | Uno-X Pro Cycling Team | + 0 s           |
| 7.º | Hugo Hofstetter    | Arkéa-Samsic           | + 0 s           |
| 8.º | Pierre Barbier     | B&B Hotels-KTM         | + 0 s           |
| 9.º | Pascal Ackermann   | UAE Team Emirates      | + 0 s           |
| 10.º | Jannik Steimle     | Quick-Step Alpha Vinyl | + 0 s           |

## Ciclistas participantes y posiciones finales
Convenciones:
- AB-N: Abandono en la etapa "N"
- FLT-N: Retiro por llegada fuera del límite de tiempo en la etapa "N"
- NTS-N: No tomó la salida para la etapa "N"
- DES-N: Descalificado o expulsado en la etapa "N"

## UCI World Ranking
La Nokere Koerse otorgó puntos para el UCI World Ranking para corredores de los equipos en las categorías UCI WorldTeam, UCI ProTeam y Continental. Las siguientes tablas son el baremo de puntuación y los diez corredores que obtuvieron más puntos:
| Posición              | 1.º | 2.º | 3.º | 4.º | 5.º | 6.º | 7.º | 8.º | 9.º | 10.º | 11.º | 12.º | 13.º | 14.º | 15.º | 16.º-30.º | 31.º-40.º |
| Clasificación general | 200 | 150 | 125 | 100 | 85  | 70  | 60  | 50  | 40  | 35   | 30   | 25   | 20   | 15   | 10   | 5         | 3         |

| Clasificación |                    |                        |         |
| Posición      | Ciclista           | Equipo                 | General |
| ------------- | ------------------ | ---------------------- | ------- |
| 1.º           | Tim Merlier        | Alpecin-Fenix          | 200     |
| 2.º           | Max Walscheid      | Cofidis                | 150     |
| 3.º           | Arnaud De Lie      | Lotto Soudal           | 125     |
| 4.º           | Bert Van Lerberghe | Quick-Step Alpha Vinyl | 100     |
| 5.º           | Bram Welten        | Groupama-FDJ           | 85      |
| 6.º           | Rasmus Tiller      | Uno-X                  | 70      |
| 7.º           | Hugo Hofstetter    | Arkéa Samsic           | 60      |
| 8.º           | Pierre Barbier     | B&B Hotels-KTM         | 50      |
| 9.º           | Pascal Ackermann   | UAE Emirates           | 40      |
| 10.º          | Jannik Steimle     | Quick-Step Alpha Vinyl | 35      |